# 不完全な死体
『不完全な死体』("Long ARM of Gil Hamiton", 日本版 ISBN 978-4488668044、1984年12月、東京創元社）は、アメリカの作家ラリー・ニーヴン（翻訳：冬川 亘）による1976年の中短編集で、収録されている3篇はすべてノウンスペースを舞台にしている。これは、ARMのエージェントであるギル・ハミルトンの活躍を題材にしたもので、「快楽による死 (Organleggers、のちにDeath by Ecstasyに改題)」、「不完全な死体 (The Defenseless Dead)」、「腕 (ARM)」の非自発的な臓器移植に関する3篇が収録されている。 
米国では後に、この3篇に単独の小説として出版された『パッチワークガール (The Patchwork Girl)』と未発表だった "The Woman in Del Ray Crater" を合わせて"Flatlander" (ISBN 0-345-39480-1)として出版された。         